# Yi yi – ensam tillsammans
Yi yi – ensam tillsammans (kinesiska: 一一; pinyin: Yī Yī) är en taiwanesisk romantisk dramafilm från 2000. Filmen är regisserad av Edward Yang, som även har skrivit manuset. Filmen hade premiär vid filmfestivalen i Cannes och Yang belönades med festivalens pris för bästa regi.

## Rollista (i urval)
- Nien-Jen Wu – N.J.
- Elaine Jin – Min-Min
- Issei Ogata – Mr. Ota
- Kelly Lee – Ting-Ting
- Jonathan Chang – Yang-Yang
- Hsi-Sheng Chen – A-Di
- Su-Yun Ko – Sherry Chang-Breitner
- Chuan-cheng Tao – Dada
- Shu-shen Hsiao – Xiao-Yan
- Meng-chin 'Adriene' Lin – Lili